# Парада Понос Србије
Парада „Понос Србије” је скуп ЛГБТ+ заједнице у Србији који организују удружења Егал, Лауд енд квир и ГЛИЦ којим се залаже за једнака права ЛГБТИ особа, изражавајући, у исто време, солидарност са другим осетљивим групама. Циљ параде је да се укаже на захтеве ЛГБТ+ заједнице према властима у Србији. Први пут је одржана 2015. године услед неслагања и незадовољства досадашњим радом Параде поноса у Београду. Од 2016. године се одржава сваке године у јуну који се широм света обележава као Месец поноса.

## Понос транс* особа 2015.
Догађај је први пут организован 20. септембра 2015. године као „Понос транс* особа”. Организатори су на скупу затражили измене закона о матичним књигама, како би транс особе још на почетку процеса могле да упишу жељени пол, име и измену матичног броја. Они су затражили и већу осетљивост полиције, здравственог система, социјалних служби и националне службе за запошљавање како би транс особе лакше могле да нађу посао. Мајор Хелена Вуковић рекла је за Н1 да је важно што се поред Параде поноса одржава и Транс прајд јер је „слово Т скрајнуто” и први пут су транс особе устале да искажу своје захтеве, који су другачији од ЛГБ популације.

## Парада „Понос Србије” 2016.
Дана 25. јуна 2016. године поворка је одржана под слоганом „Нико није слбодан док сви нисмо слободни”. Скуп је одржан у знак сећања на Стоунволску револуцију јуна 1969. године када су се тражећи своја права први пут организовале маргинализоване групе, припадници ЛГБТ популације и црнци који су трпели репресију. Почео је минутом ћутања у знак одавања почасти жртвама напада у геј клубу у америчком граду Орландо. Они су изнелии захтеве о побољшању положаја осетљивих група: толеранцији, економском оснаживању, истополним партнерствима и адекватним личним документима. Припадници ЛГБТ+ популације прошетали су центром Београда од Пионирског парка до Трга Републике. Шетња је протекла без икаквих инцидената уз мали број припадника полиције.

## Парада „Понос Србије” 2017.
Најава догађаја је протекла уз сукоб са Гораном Милетићем из организационог одбора Београд прајда који је изнео тврдњу да постоји само једна парада поноса у Србији. Скуп је одржан 24. јуна под слоганом „Нека сви наши гласови оре се! Нека љубе се исток и запад, север и југ!”. Шетњом од Пионирског парка до Трга републике, припадници ЛГБТ+ популације указали су на проблем дискриминације с којом се суочавају у свакодневном животу и поручили да желе живот достојан човека. Kако је новинарима објаснила Хелена Вуковић из организације скупа, окупљени су изнели захтев за увођење нулте толеранције на сваки облик дискриминације и насиља, за лакше издавање личних докумената за транс особе, као и за легализацију истополних партнерстава.

## Парада „Понос Србије” 2018.
Парада „Понос Србије” 2018. године одржала се 23. јуна под слоганом „Матичарка, нормално!”. Окупљени су упутили три захтева Влади Србије: решавање правног статуса транс особа које без кога немају могућност да остварују уставом гарантована права, доношење Закона о истополним партнерствима, као и успостављање системске превенције и лечења од вируса ХИВ. Поворка је протекла без већих инцидената, приведена је само једна старија суграђанка због ремећења јавног реда и мира када је у Студентском парку добацивала и вређала учеснике скупа.

## Парада „Понос Србије” 2019.
Пета парада „Понос Србије” под слоганом „Борба још увек траје, придружи се” одржана је 29. јуна у част 50 година од Стоунволске побуне у Њујорку, која важи за почетак масовног светског покрета за права ЛГБТ+ особа. Парада је почела у Пионирском парку, а завршена је код Студентског трга. Паради су присуствовали министар државне управе и локалне самоуправе Бранко Ружић, повереница за заштиту равноправности Бранкица Јанковић и певачица Гоца Тржан. Прајд, како су раније најавили организатори, није био „шетња весеља и забаве, као у западној Европи, већ протест који треба да укаже на њихове захтеве”. Међу захтевима ЛГБТ+ активиста су правно регулисање истополних партнерстава, повећање доступности хормонске терапије, као и сензибилизација запослених у јавним иституцијама за рад са ЛГБТ особама. Организатори су такође скренули пажњу и на проблеме са којима се суочавају особе које живе са аутизмом.

## Парада „Понос Србије” 2020.
Парада „Понос Србије” која је требало да буде организована 27. јуна на светски Дан поноса је отказана услед пандемије вируса короне. Дан поноса је обележен на интернету уз позив да сви који желе да пруже подршку тог дана своје профилне слике на друштвеним мрежама промене у дугине боје и тако повећају видљивост проблема са којима се суочава ЛГБТ+ заједница у Србији. Кампањи су се придружили заштитник грађана Зоран Пашалић, Икеа, Конверс, дневни лист Данас, Александар козметикс, Фонд Б92, Фејм солушнс, Француски институт, Kултурни центар Град, Инсајдер, XXZ магазин, Ноиз, Иницијатива младих, Инситут за европске послове и многи други.